# Renault R27
El Renault R27 és el monoplaça que l'escuderia Renault va utilitzar durant la temporada 2007 de Fórmula 1. Va ser pilotat per Giancarlo Fisichella i Heikki Kovalainen que va substituir el pilot campió dues vegades i que tenit èxit per l'equip Fernando Alonso qui va anar per a McLaren.
La escuderia disputará la temporada amb el nou patrocinador ING, que substitueix els cigarrets Mild Seven, a causa de les lleis anti-tabac que entraran en vigor aquesta temporada.
L'monoplaça aconsegueix el tercer lloc amb 51 punts, amb podi del Kovalainen en el GP del Japó.

## Resultats complets
| Any  | Xassis      | Motor               | Neumàtics | Pilots               | 1   | 2   | 3   | 4   | 5   | 6   | 7   | 8   | 9   | 10  | 11  | 12  | 13  | 14  | 15  | 16  | 17  | Punts | Posició final |
| ---- | ----------- | ------------------- | --------- | -------------------- | --- | --- | --- | --- | --- | --- | --- | --- | --- | --- | --- | --- | --- | --- | --- | --- | --- | ----- | ------------- |
| 2007 | Renault R27 | Renault RS27 2.4 V8 | B         |                      | AUS | MYS | BAH | ESP | MON | CAN | USA | FRA | GBR | EUR | HUN | TUR | ITA | BEL | JPN | CHN | BRA | 51    | 3r            |
| 2007 | Renault R27 | Renault RS27 2.4 V8 | B         | Giancarlo Fisichella | 5   | 6   | 8   | 9   | 4   | DSQ | 9   | 6   | 8   | 10  | 12  | 9   | 12  | Ret | 5   | 11  | Ret | 51    | 3r            |
| 2007 | Renault R27 | Renault RS27 2.4 V8 | B         | Heikki Kovalainen    | 10  | 8   | 9   | 7   | 13  | 4   | 5   | 15  | 7   | 8   | 8   | 6   | 7   | 8   | 2   | 9   | Ret | 51    | 3r            |